# Heliotropium popovii
Heliotropium popovii är en strävbladig växtart. Heliotropium popovii ingår i Heliotropsläktet som ingår i familjen strävbladiga växter.

## Underarter
Arten delas in i följande underarter:
- H. p. gillianum
- H. p. popovii